# الدوري المكسيكي الممتاز 1986-87
الدوري المكسيكي الممتاز 1986-87 (بالإسبانية: Primera División de México 1986-87)‏ هو موسم من الدوري المكسيكي الممتاز. كان عدد الأندية المشاركة فيه 21، وفاز فيه نادي غوادالاخارا.